# メギド72
『メギド72』（メギドナナジュウニ）は、メディア・ビジョンが開発しDeNAにより運営されていたスマートフォン用ゲームアプリ。2017年12月7日サービス開始。基本プレイ無料（アイテム課金制）。
DeNAの新規オリジナルIPによるスマートデバイス向けRPGである本作は、ハルマ（天使）が住まう「輝界：ハルマニア」と、ヴィータ（人間）が住まう「臨界：ヴァイガルド」、そしてメギド（悪魔）が住まう「宵界：メギドラル」を舞台に、世界の終末「ハルマゲドン」を食い止めるために少年たちが奔走するという内容である。
本作品は一般的な基本無料型アプリゲームにおいて常態化している、プレイアブルキャラクターのレアリティの撤廃と「フォトン」と呼ばれるリソースの管理を主軸とした戦略性の高いバトルシステムをアピールポイントとしている。
2019年には日本ゲーム大賞にて優秀賞を受賞。
2025年1月をもってメインストーリーを完結、その後エピローグの公開を経て同年3月9日をもってオンラインサービスを終了しオフライン版へ移行した。

## システム

### バトル
プレイヤーはメギドを編成し、バトルに臨む。
独自のシステムである「ドラフトフォトンシステム」は、バトル開始前に、フィールド内にあるフォトンを敵味方互いに1つずつ取得し、フィールド内のフォトンが分配しきるとバトルスタートとなる。
フォトンは、通常攻撃を行って覚醒ゲージを1つ分増やす「アタック」と、メギドの習得しているスキルを使う「スキル」、覚醒ゲージを2つ分増やす「チャージ」の3種類存在する。覚醒ゲージが最大の時にアタックフォトンを使用すると覚醒ゲージをすべて消費する「奥義」が、スキルフォトンを使用すると覚醒ゲージを1つ消費する「覚醒スキル」を使うことが出来る。
メギドたちはオーブと呼ばれるアイテムを装備する。メギドのバトルスタイルによって装備可能なオーブは異なるうえ、特定のメギドのみ装備可能なオーブもある。オーブにはレアリティが割り振られている一方、低レアリティのオーブが役に立つ場面もある。

### キャラクター育成
本作に登場するメギドたちには、レアリティによる能力差がなく、初期キャラクターを含め、すべてのメギドが最高のレアリティまで進化することができる。
メギドの強化には贈り物が使われる。

## 開発
本作はDeNAとメディア・ビジョンの完全オリジナルRPGとして企画され、ソロモンの指輪とゴエティアをモチーフとするアイデアはDeNA側の提案である。
本作のプロデューサーであるDeNAの宮前公彦は、「世の中のトレンドよりは、自分たちが楽しいと感じて作っているものを、皆さんにおもしろいと思ってもらえるように出す、ということを最優先に考えています」と『ファミ通』とのインタビューの中で述べており、同席したメディア・ビジョンのディレクター宍倉紀春も、ゲームの中でトレンドをいかにして構築するかを重要視していると話している。また、ディレクターになる前はシステム設計を担当していた宍倉は、「システム設計は固定概念との戦いだと、僕は強く感じています」とも話している。

### オープンβ
2016年の8月にオープンβテストが行われた時点の本作は、キャラクターが球のように描かれ、それが飛んでいく形で戦闘が表現されていた。テストに参加したプレイヤーからは「3Dだったらよかったのに」「面白いが既視感がある」といった指摘が寄せられたことから、3Dのゲームとして、一度作り直すことが決まった。
宍倉は物語に出てくるフォトンを生かしたいと考え、「ドラフトフォトンシステム」の導入を提案した。

### 正式リリース後の運営
本作の開発は、月々の運営で家庭用ゲームの品質を提供するという目標のもとで行われたが、2017年12月の正式リリース直後に不具合が発生し、翌月の2018年1月から2月にかけても不具合が多発し、開発スタッフは悪戦苦闘するはめになった。宍倉は『ファミ通』とのインタビューの中で、「最近、ようやく慣れてきましたが、それまでは「仕事がたいへん」と、スタッフ全員が一度は泣いたくらい（笑）」と振り返っている。
当初、ゲーム内のチュートリアルは最低限の内容だったが、システムの楽しさを理解する前にプレイを辞めてしまうユーザーが出てきたため、プレイヤーの誘導する仕組みの重要性に気づいた宮前は、スタッフと話し合い、情報をゲームの外へ積極的に発信するという方針へと切り替え、チュートリアルも本作の面白さを伝える内容に改良した。その結果、本作は難易度を変えることなく、継続率の回復に成功した。

### キャラクター設定
本作は、「72体の悪魔」という限られた手札で戦略を練ることを楽しむというコンセプトで設計されており、宮前と宍倉はAppBankとのインタビューの中でキャラクターを無制限に増やす事に対して否定的な見解を示している。
宍倉は、以下の理由から季節イベント等で別バージョンのメギドを登場させられないと述べている。
1. ゲームバランスの観点で、キャラクターを作り続けてインフレーションを起こすと『メギド72』ではなくなってしまうことである[7]。
2. 作中世界において、同じメギドは2人以上存在しないため、バージョンの異なる同一のメギドがパーティー内に複数もいるのは開発スタッフにとっては違和感がある[7]。

なお、2018年7月19日にはメギドの外見を変える「衣装機能」が、2018年8月31日には登場済みのメギドの別バージョンである「リジェネレイト」が実装された。
後者は「好きなメギドの性能が自分のバトルスタイルと合わないためパーティーに組み込めない」というユーザーからの要望をもとに追加された。
ゲーム内において、リジェネレイトで召喚されたメギドは、通常のメギドとは別ユニットという扱いだが、「同一個体が存在しない」という設定を反映して、パーティー内にはどちらか一方しか編成できないようにしてある。
また、宮前は2019年のファミ通Appとのインタビューの中で、ストーリーや世界観の構築が途上であることや、追加のセッティングや既存のストーリーとの齟齬の観点から、他作品とのコラボレーションは行わないと話している。
本作に登場するメギドたちは、メギドから人間へ転生した存在という設定があり、存在感を出すためにメギド体の姿はあえて人間体からかけ離れたデザインにされた。
たとえばマルバスは、自らがハルマではないかと主張したが故に追放されたという過去を持ち、かわいい美少女であることを自慢する一方、自らのメギド体の醜さを自覚しているという設定である。
また、ディレクターの宍倉紀春は、メギドとハルマは人間と同様に各人の考えがあるため、善悪二元論で捉えようとすると違和感があるかもしれないとAppBankとのインタビューの中で話しており、その例として、魔物ハンターとしてヴィータ（人間）を守るマルコシアスを挙げている。
メギドたちのセッティングやデザインの経緯は様々であり、デザインが先にできたケースもあれば、シナリオにおけるキャラクター性がデザインに反映されたケース、さらにはモデルとなった悪魔からデザインが起こされたケースなどがある。
宮前は2019年のファミ通Appとのインタビューの中で、ある程度はデザイナーの自由にしていると述べており、そこから想定外のデザインができたとしても、他セクションからそれに合わせた提案があり、双方にとって良い刺激になっていると話している。メギドたちの使用武器はゲーム内の性能を基準に選定されており、例えばトルーパーのクラスのメギドの場合は槍を持たせている。
本作の世界観が中世モチーフであるため、キャラクターのデザインには曲線を多用している一方、独自の文化を築いているという側面もあるため、中世に拘泥しすぎないという方針がとられている。たとえば、ネルガルというメギドは発明家という設定を反映し、あえてSF要素がデザインに組み込まれている。カスピエルをはじめとする一部のメギドは現代寄りの服装をしているものの、基本デザインは現代的になりすぎないように調整が入っている。ただし、水着など季節イベントの衣装は番外編ということで現代的な要素が強くなると、デザインチームの米倉実穂は2019年のファミ通Appとのインタビューの中で話している。

### シナリオ
当初は3か月に1回のペースで12話分を実装し、その3か月後に次の章に進める予定だった。ところが、プレイヤーの進行速度が開発側の予想よりも早かったため、ひと月おきに4話分を章単位で追加する方針に変更した。
プロデューサーの宮前公彦は2018年のAppBankとのインタビューの中で、物語全体の流れはすでにできており、実装期間が短くなったからと言って物語を端折ることはしないと話している。
イベントシナリオでは様々な内容の物語が描かれている。
たとえば、2019年10月1日から実装された期間限定イベント「さらば哀しき獣たち」では、メギドたちの装備品である「オーブ」を主題としており、同シナリオに登場したエンキドゥはオーブとしては初めて声が当てられたキャラクターである。
一方、2021年1月に実装された期間限定イベント「メギドラルの悲劇の騎士」は、公式ウェブサイトの物語紹介ページにて「残忍な表現やセンシティブな内容が含まれます」という注意書きがなされるほど、過激な内容となっている。

### その他施策
本作は、ファンから「トンチキ」と呼ばれるほど変わった施策をとることが多い。
宮前は2020年のニコニコニュースとのインタビューの中で、狙ってやっているのではなく、会議や雑談の中で出てきたおもしろそうなものを実装しているだけだと話している。
たとえば、ピックアップガチャの場合、リリース当初は性能別で出されていたが、ありきたりな売り文句が続き、面白さやバリエーションを出すため、これとは別にキャラクター性を重視したピックアップガチャが誕生した。

## あらすじ
第1章～第3章
ヴィータ（人間）の世界「臨界：ヴァイガルド」の辺境にあるグロル村に住む主人公は、この世界に満ちるエネルギー体・フォトンを見る力があり、村を豊かにするためこれを求めて単身森に入ったところを、メギド（悪魔）が住まう「宵界：メギドラル」の魔物「幻獣」に襲われる。一方、メギドラルから追放された者たち（以下：追放メギド）の一団は、自分たちの力を開放できるアイテム「ソロモンの指輪」を探していたところ、幻獣に襲われていた主人公を見つけて助ける。主人公が彼らと共にグロル村に帰還した時、村は幻獣の襲撃に遭い壊滅していた。
主人公は悲しみに暮れていたが、幻獣への復讐を切っ掛けに再起する。また、自分が持つ指輪こそが「ソロモンの指輪」であること、ハルマ（天使）とメギドの闘い「ハルマゲドン」によってヴァイガルドが危機に瀕していることを知った主人公はこれを阻止すべくメギドラルとの戦いに身を投じていく。
主人公は協力者と会うために王都に向かっていた主人公はハルマを使役する「シバの女王」ことアミーラと出会う。王都に到着した主人公たちはメギドラルによる侵攻作戦に巻き込まれる。また、幻獣そのものだけでなく、幻獣の遺体から発生するフォトン溜まりによる人体爆発現象「フォトンバースト」により、王都は混乱に陥る。主人公とシバの女王は共闘して、王都にある「護界憲章」をメギドラルから守り抜く。その後、シバの女王は「王都の盾」として現地にとどまり、主人公は「辺境の剣」として各地を転戦する。
それからして、ハルマゲドンの予兆とされる赤い月が空に浮かぶ。古代戦争の跡地に来た主人公らは、ハルマの中での異端とされるミカエルと出会い、この現象がメギドラル側の計画の最重要事項であることを告げられる。
やがて、この現象を世界救世の印とみなす秘密結社「エリダヌスの影」は、メギドラルの古代兵器「エリダヌス」を発動させる。この事件の黒幕は、「知の番人」ことバラムというメギドであり、主人公は彼を撃破することでメギドラルの侵攻を食い止めることに成功する。
4章～5章
赤い月での戦いより数か月後、主人公一行は王都から離れた土地で考古学者のプランシィとその弟コランと出会い、2人から護界憲章を無効化させる「アンチャーター」というアイテムについて聞く。また、一行は追放メギドのパイモンから、不死者という別のメギドがアンチャーターめぐって争っていることを知らされる。
そのアイテムを入手した主人公は最強の不死者アスモデウスを負かして所持を認めさせた上、「獣の軍勢」を率いる不死者ベレトも仲間につける。だが、協力者の一人の正体が不死者バラムであると判明し、アンチャーターを奪われてしまう。落ち込む主人公に対し、パイモンは自分のルーツを知るため、不死者のベリアルに会ってみてはどうかと提案する。主人公は同意し、ベリアルに会いに行く。
そのベリアルはメギドラルの襲撃により暴走していたことから、主人公は彼女を落ち着かせた上で仲間に加えたものの、本人から真のソロモン王になる資格が不十分であると告げられる。
ハルマたちはアスモデウスを危険視し、倒しにしようと動く中、主人公はアスモデウスに会いに行く。道中メギドラルの罠により古代兵器「アバドン」が起動したため、主人公はバラムと一時的に協力してアバドンを破壊した後、彼と対決する。その後、主人公は王となる資格を得る。次いで、シバの女王とハルマたちを説得してアスモデウス討伐の中止させようとするも失敗に終わる。最終的にアスモデウスと会い、シバの女王たちの見守る中で、アスモデウスとの力試しに臨み、不死者たちを味方につけることに成功する。
6章～7章
主人公とシバの女王により、王都のポータルがヴァイガルド各地の拠点と連結され、これによりアンチャーターの破壊に成功する。その直後、真昼の空に謎の星が浮かぶ。さらに、主人公がいない王都や、ソロモン王ゆかりの地であるペルペトゥムも敵の襲撃に遭い、特に王都では非戦闘員である幼いメギドが犠牲となる。それでも、王都ではとあるメギドの奮闘により、ペルペトゥムではメギドラルからの増援により、事態は大きく動く。
やがて謎の星の正体がメギドラルが開けたゲートであり、そこから水攻めを行おうとしていたことが判明する。主人公は次元の狭間でメギドラルとの戦いに挑む。
その後、主人公たちはメギドラルへ遠征に行き、棄戦圏を拠点に据え、強大なメギドの集団・大罪同盟の元構成員であるベルフェゴールやリヴァイアサンを仲間に加える。また、ウェパルの古巣・罵美優蛇（バミューダ）やジニマルの組織・アビスピアーズと共闘して、「牙の内海」に攻め込んできたマグナ・レギオを迎え撃つ。
多勢に無勢と思われたが、牙の内海の復活を目論見み、自らの命を賭して次元海溝へと向かい、マグナ・レギオの軍勢を倒す。また、主人公は死にかけた際にメギドたちの祖「母なる白き妖蛆」と会話を交わす。これを通じて、主人公はメギドラルという社会の在り方や価値観を理解する。
8章
1節～3節
次元海溝で対決したマグナ・レギオの軍勢は陽動でしかなく、真の狙いは「懲罰局」にあるアンチャーターだった。
一方、主人公たちはプーパと呼ばれる幻獣の集団F・P・Pと接触し、「母なる白き妖蛆」との言葉を思い出す。その中で、メギドラルの集合的無意識「彼の世界」が、「母なる白き妖蛆」と仲が悪かったことが明かされる。
さらに、ヴァイガルドで広まる「カトルス教」に関連した問題が浮上し、主人公は調査に乗り出す。主人公は大罪同名の分派・メギド8魔星の一員マモンの使者イヌーンと出会い、教祖が主人公の仲間であることを知る。教祖はヴィータ（人間）の幸福を目指して、ヴァイガルドにも「彼の世界」を作ろうとしていたが、その手段は主人公たちにとって受け入れがたいものだった。そのとき、ヴァイガルドの各地で幻獣の出現が相次ぐ。混乱に陥る中、教祖は自らの行いの代償として最後の戦いに挑む。教祖のリジェネレイトもできないため、主人公は喪失感を味わう。だが、教祖からの最後のメッセージの中には、メギドラルの第三計画「エクソダス」が含まれていた。主人公は計画を指揮するマモンと接触するも、自らの軍門に主人公たちを入れたいマモンとは話が合わなかった。そのころ、マモンと同盟関係にあるサタンも動き出していた。

## 登場キャラクター

### メインキャラクター
主人公
声 - 小野友樹
メギドを従えその力を解放できる「ソロモンの指輪」の所持者で、辺境のグロル村に住む少年。
ヴァイガルドに満ちるエネルギー体であるフォトンを視認することができる。
ストーリーでは会話ウィンドウにプレイヤーのつけた名前が表示されるが、他キャラクターからその名が呼ばれることはなく、主に「ソロモン（ソロモン王）」と呼ばれる。
シバの女王
声 - 相坂優歌
王都エルプシャフトの王女であり、ハルマを従える「シバの指輪」を受け継ぐ少女。本名は「アミーラ」。
主人公たちと同じくハルマゲドンを阻止するため行動しているが、王都から出ることはほとんどない。
正義感の強い性格で誰に対しても公正な態度で接するがやや高慢な面があり、そのためか主人公とは相性が悪く出会うたびに喧嘩になる。

### ソロモンの仲間
メインクエストで仲間になるメギドたち。

#### 追放メギド
異世界メギドラルから追放されたメギドたちで、追放理由はメギドごとによって様々である。
ブネ
声 - 津田健次郎
No - 祖-26 / スタイル - ラッシュ / クラス - ファイター
筋骨隆々の巨漢で、豪快な性格をしている。
仲間メギドたちのまとめ役である。
身の丈ほどもある大剣を操る。メギド体（メギドとしての真の姿）は巨大な黒竜。
シャックス
声 - 上坂すみれ
No - 祖-44 / スタイル - カウンター / クラス - ファイター
天真爛漫な少女。他者の名前から二文字を繰り返して呼ぶ癖がある（主人公〈ソロモン〉は「モンモン」、ブネは「ブネブネ」など）。また、頭が悪く忘れっぽいため、仲間から鳥頭と呼ばれることもある。
剣を武器とし、雷を操る。メギド体は顔が三つあるヒヨコのような姿。
バルバトス
声 - 江口拓也
No - 祖-8 / スタイル - カウンター / クラス - スナイパー
吟遊詩人の青年。一見するときざで女たらしのナルシストだが、実際は他人の心の痛みに敏感で、故郷を滅ぼされた主人公に対しては同じ視線から気にかけていた。また、ムードメーカーであると同時に洞察力にも優れている。
メギド体はいかつい姿をしている。
モラクス
声 - 山下大輝
No - 祖-21 / スタイル - バースト / クラス - ファイター
小柄な赤髪の少年。武器は巨大な戦斧で、主人公を「アニキ」と呼び慕う。
メギド体は武装した牛の獣人のような姿。
ウェパル
声 - 名塚佳織
No - 祖-42 / スタイル - ラッシュ / クラス - トルーパー
冷静沈着な少女。武器はトライデント。メギド体は長髪の人魚。
転生することなく、自らの魂をヴィータに憑依させる形でヴァイガルドに来た経緯を持つ。
ガープ
声 - 津田拓也
No - 祖-33 / スタイル - カウンター / クラス - ファイター
剣闘士の青年。メギドであることに誇りを持っており、ヴィータとして転生したことに不満を持つ。
メギド体は赤い顔で耳の長い半人半獣。
マルコシアス
声 - 上田麗奈
No - 祖-35 / スタイル - カウンター / クラス - スナイパー
魔物ハンターとして活動をしている女性。正義感が強く直情的な性格。修道女のような衣装を纏っている。
武器は杭を撃ち出す特別製の銃器、メギド体は翼の生えた人狼のような悪魔のような姿。

#### 不死者
追放メギドたちの中でも、強力な力を持つメギドたち。若い姿のまま年をとらず、人間を超えるはるかに長い時間を生きることができる。
パイモン
声 - 守川武尊
No - 祖9 / スタイル - ラッシュ / クラス - ファイター
女性好きの色男。ソロモンの祖父・ダムロックに召喚され、活動を共にしていた。
バエル
声 - 安田奈緒子
No - 祖1 / スタイル - バースト / クラス - スナイパー
幼い少年姿のメギド。少年のまま年を取らないため、数年ごとに養父母を変え、各地を転々としている。普段はヴィータとしての名前である「コラン」を名乗っており、現在の育ての姉であるプランシィには正体を隠している。
ベレト
声 - 明坂聡美
No - 祖13 / スタイル - カウンター / クラス - トルーパー

ベリアル
声 - 田中理恵
No - 祖68 / スタイル - ラッシュ / クラス - スナイパー

バラム
声 - 津田拓也
No - 祖51 / スタイル - カウンター / クラス - ファイター

アスモデウス
声 - 生田善子
No - 祖32 / スタイル - バースト / クラス - ファイター

#### 真メギド
サルガタナス
声 - 堀江由衣
No - 真43 / スタイル - バースト / クラス - スナイパー

ベルフェゴール
声 - 前内孝文
No - 真65 / スタイル - カウンター / クラス - ファイター

リヴァイアサン
声 - 中原麻衣
No - 真21 / スタイル - バースト / クラス - スナイパー

ウトゥック
声 - 山根雅史
No - 真48 / スタイル - ラッシュ / クラス - スナイパー
白い巨大な犬の姿をしたメギド。元々はサタン配下の「黒い犬」だったが、現在はマモンの配下として活動している。
普段は「イヌーン」という名前で活動しているが、本来の名前はウトゥック。ウトゥックとしての老人のようなヴィータ体も持っており、メギド体は老人姿に酷似している。
マモン
声 - 日髙のり子
No - 真66 / スタイル - ラッシュ / クラス - スナイパー
メギド8魔星の一角にして、旧「大罪同盟」の一員であった大メギド。
ルシファー
声 - 花守ゆみり
No - 真67 / スタイル - ラッシュ / クラス - ファイター

ガギゾン
声 - 堀江瞬
No - 真32 / スタイル - カウンター / クラス - スナイパー
ベルゼブフの配下である騎士団・フライナイツ（Fly knights）の一員。

### シバの女王の関係者
ガブリエル
声 - 小林裕介
シバの女王の配下のハルマ。ハルマたちの取りまとめ役。
カマエル
声 - 辰守伶郎
大柄なハルマ。
ミカエル
声 - 浪川大輔
英語混じりの口調で喋る派手なハルマ。
マイネ
声 - 早乃香織

王
声 - 藤沼建人
王都を治める王様。シバの女王（アミーラ）の父に当たる。
ルネ
声 - 森下千咲
シバの女王専属のメイド。フルネームは「ルネ・シャンブル」。元々は王宮で働くメイドの一人にすぎなかったが、シバの女王に気に入られて専属のメイドとして抜擢された。

### その他の登場キャラクター
エイル
声 - 小池美由。
第1章に登場。
オーセル
声 - 石毛翔弥
第3章に登場。
プランシィ
声 - 芝崎典子
第4章から登場。考古学者で、コランの保護者でもある。
エンキドゥ
声 - 小島ことり
イベント「さらば哀しき獣たち」に登場。メギドたちの装備する幻獣「オーブ」の一種。
ダムロック
声 - 多田野曜平
パイモンのキャラクターストーリー、およびイベント「ダムロックと4人の不死者」に登場。
主人公の祖父で、先代のソロモン王。偶然にもパイモンを召喚した。
パイモンのストーリーでは汎用グラフィック・ボイスが使用されていたが、イベント「ダムロックと4人の不死者」からは専用のグラフィック・ボイスが使用された。その後のアップデートにてパイモンのストーリー内でも専用のものに差し替えられている。
サタン
メギドによる組織・大罪同盟の元構成員。同盟を裏切った後、メギド8魔星の一員となる。
ベルゼブフ
メギドによる組織・大罪同盟の元構成員。同盟を裏切った後、メギド8魔星の一員となる。
母なる白き妖蛆
ハルマゲドンの元凶とされる存在。

### 祖メギド
ガチャやイベントなどで仲間になるメギドたち。メインストーリーにも登場する。
ゴエティアにて記述されている悪魔を出典としている。劇中設定では、バラムが把握していた追放メギドの数が72であったことから、ソロモンの戦う理由としての「祖」であるメギドたちと定義されている。
| No | 名前             | 声優       | スタイル   | クラス     |
| -- | ---------------- | ---------- | ---------- | ---------- |
| 2  | アガレス         | 上田燿司   | バースト   | スナイパー |
| 3  | ウァサゴ         | 小松未可子 | ラッシュ   | ファイター |
| 4  | ガミジン         | 矢野正明   | カウンター | ファイター |
| 5  | マルバス         | 生田善子   | カウンター | スナイパー |
| 6  | ウァレフォル     | 大地葉     | ラッシュ   | ファイター |
| 7  | アモン           | 大地葉     | バースト   | ファイター |
| 10 | ブエル           | 久保ユリカ | バースト   | スナイパー |
| 11 | グシオン         | 安田奈緒子 | カウンター | スナイパー |
| 12 | シトリー         | 関根明良   | カウンター | トルーパー |
| 14 | レラジェ         | 飯田里穂   | カウンター | スナイパー |
| 15 | エリゴス         | 田村睦心   | ラッシュ   | ファイター |
| 16 | ゼパル           | 加隈亜衣   | ラッシュ   | ファイター |
| 17 | ボティス         | 東内マリ子 | カウンター | トルーパー |
| 18 | バティン         | 清水香里   | ラッシュ   | トルーパー |
| 19 | サレオス         | 中國卓郎   | バースト   | ファイター |
| 20 | プルソン         | 後呂直樹   | ラッシュ   | トルーパー |
| 22 | イポス           | 上田燿司   | ラッシュ   | ファイター |
| 23 | アイム           | 関根明良   | バースト   | スナイパー |
| 24 | ナベリウス       | 青木瑠璃子 | ラッシュ   | トルーパー |
| 25 | グラシャラボラス | 中國卓郎   | バースト   | トルーパー |
| 27 | ロノウェ         | 堀江一眞   | カウンター | ファイター |
| 28 | ベリト           | 宮下栄治   | カウンター | ファイター |
| 29 | アスタロト       | 中村ちせ   | ラッシュ   | ファイター |
| 30 | フォルネウス     | 深町寿成   | カウンター | トルーパー |
| 31 | フォラス         | 矢野正明   | バースト   | スナイパー |
| 34 | フルフル         | 本多真梨子 | バースト   | スナイパー |
| 36 | ストラス         | 三澤紗千香 | バースト   | トルーパー |
| 37 | フェニックス     | 後呂直樹   | バースト   | ファイター |
| 38 | ハルファス       | 久保ユリカ | バースト   | ファイター |
| 39 | マルファス       | 大坪孝充   | カウンター | トルーパー |
| 40 | ラウム           | 守川武尊   | バースト   | トルーパー |
| 41 | フォカロル       | 深町寿成   | バースト   | トルーパー |
| 43 | サブナック       | 田村睦心   | カウンター | ファイター |
| 45 | ヴィネ           | 加隈亜衣   | バースト   | スナイパー |
| 46 | ビフロンス       | 三澤紗千香 | ラッシュ   | トルーパー |
| 47 | ウヴァル         | 榊原ゆい   | ラッシュ   | ファイター |
| 48 | ハーゲンティ     | 上田麗奈   | カウンター | トルーパー |
| 49 | クロケル         | 飯田里穂   | バースト   | スナイパー |
| 50 | フルカス         | 清水香里   | バースト   | ファイター |
| 52 | アロケル         | 山本和臣   | カウンター | ファイター |
| 53 | カイム           | 堀江一眞   | カウンター | スナイパー |
| 54 | ムルムル         | 小松未可子 | ラッシュ   | スナイパー |
| 55 | オロバス         | 田中進太郎 | ラッシュ   | スナイパー |
| 56 | グレモリー       | 小林ゆう   | カウンター | ファイター |
| 57 | オセ             | 榊原ゆい   | ラッシュ   | ファイター |
| 58 | アミー           | 中村ちせ   | バースト   | トルーパー |
| 59 | オリアス         | 明坂聡美   | バースト   | スナイパー |
| 60 | ウァプラ         | 大坪孝充   | バースト   | トルーパー |
| 61 | ザガン           | 小見川千明 | カウンター | ファイター |
| 62 | ウァラク         | 田中理恵   | バースト   | トルーパー |
| 63 | アンドラス       | 山本和臣   | ラッシュ   | トルーパー |
| 64 | フラウロス       | 宮下栄治   | ラッシュ   | トルーパー |
| 65 | アンドレアルフス | 田中進太郎 | ラッシュ   | ファイター |
| 66 | キマリス         | 小見川千明 | ラッシュ   | トルーパー |
| 67 | アムドゥスキアス | 青木瑠璃子 | カウンター | スナイパー |
| 69 | デカラビア       | 朝霧友陽   | ラッシュ   | スナイパー |
| 70 | セーレ           | 東内マリ子 | カウンター | ファイター |
| 71 | ダンタリオン     | 小林ゆう   | バースト   | スナイパー |
| 72 | アンドロマリウス | 本多真梨子 | ラッシュ   | スナイパー |

### 真メギド（その他）
ガチャやイベントなどで仲間になるメギドたち。メインストーリーにも登場する。
ゴエティア以外に記述されている悪魔を出典としている。祖メギド以外の追放メギド、あるいはメギドラルから離反したものなどが含まれている。
| No | 名前           | 声優                                        | スタイル   | クラス     |
| -- | -------------- | ------------------------------------------- | ---------- | ---------- |
| 1  | リリム         | 黒沢ともよ                                  | バースト   | スナイパー |
| 2  | ニバス         | 藤井アユ美                                  | ラッシュ   | スナイパー |
| 3  | サキュバス     | 山崎はるか                                  | ラッシュ   | トルーパー |
| 4  | ユフィール     | 東城咲耶子                                  | バースト   | スナイパー |
| 5  | フリアエ       | 渕上舞                                      | カウンター | スナイパー |
| 6  | アラストール   | 大坪由佳                                    | カウンター | トルーパー |
| 7  | ヒュトギン     | バトリ勝悟                                  | バースト   | スナイパー |
| 8  | ロキ           | バトリ勝悟                                  | カウンター | トルーパー |
| 9  | インキュバス   | 鈴木裕斗                                    | ラッシュ   | ファイター |
| 10 | グリマルキン   | 山下七海                                    | カウンター | スナイパー |
| 11 | コルソン       | 桜咲千依                                    | カウンター | ファイター |
| 12 | ジニマル       | 吉田聖子                                    | カウンター | トルーパー |
| 13 | バフォメット   | 佐伯伊織                                    | ラッシュ   | スナイパー |
| 14 | サラ           | 引坂理絵                                    | ラッシュ   | ファイター |
| 15 | サタナキア     | 沢城千春                                    | ラッシュ   | スナイパー |
| 16 | タナトス       | 子安光樹                                    | カウンター | トルーパー |
| 17 | ティアマト     | 浅倉杏美                                    | カウンター | ファイター |
| 18 | ブニ           | 近藤玲奈                                    | カウンター | ファイター |
| 19 | オリエンス     | 立花理香                                    | ラッシュ   | スナイパー |
| 22 | カスピエル     | 朝霧友陽                                    | バースト   | トルーパー |
| 23 | ネフィリム     | 野口衣織                                    | カウンター | スナイパー |
| 24 | ミノソン       | 中原麻衣                                    | バースト   | スナイパー |
| 25 | ニスロク       | 黒田崇矢                                    | ラッシュ   | ファイター |
| 26 | オレイ         | 大須賀純                                    | バースト   | ファイター |
| 27 | マルチネ       | 大亀あすか                                  | バースト   | ファイター |
| 28 | アザゼル       | 小林敬                                      | ラッシュ   | ファイター |
| 29 | アルマロス     | 定岡小百合                                  | バースト   | スナイパー |
| 30 | バラキエル     | 齋藤彩夏                                    | カウンター | スナイパー |
| 31 | フルーレティ   | 道井悠                                      | カウンター | スナイパー |
| 33 | ハック         | 小山剛志                                    | カウンター | ファイター |
| 34 | マスティマ     | 種市桃子                                    | カウンター | トルーパー |
| 35 | ブリフォー     | 桐島ゆか                                    | ラッシュ   | ファイター |
| 36 | メフィスト     | 高橋広樹                                    | バースト   | スナイパー |
| 37 | ネビロス       | 山本希望                                    | ラッシュ   | スナイパー |
| 38 | アガリアレプト | 花守ゆみり                                  | バースト   | ファイター |
| 39 | ウコバク       | ブリドカットセーラ恵美                      | バースト   | トルーパー |
| 40 | グザファン     | 高田紗希衣                                  | ラッシュ   | スナイパー |
| 41 | アマイモン     | 平川大輔                                    | カウンター | ファイター |
| 42 | ルキフゲス     | 落合弘治                                    | バースト   | ファイター |
| 44 | タムス         | 天﨑滉平                                    | バースト   | ファイター |
| 45 | チェルノボグ   | 竹本和正                                    | バースト   | ファイター |
| 46 | アガシオン     | 杜野まこ                                    | カウンター | ファイター |
| 47 | ヴェルドレ     | 山田唯菜                                    | バースト   | スナイパー |
| 49 | サタナイル     | 森なな子                                    | バースト   | トルーパー |
| 50 | シャミハザ     | 堀江瞬（ジルベール） 財満健太（シャミハザ） | カウンター | ファイター |
| 51 | プルフラス     | 春名風花                                    | ラッシュ   | ファイター |
| 52 | ジズ           | 内田彩                                      | バースト   | スナイパー |
| 53 | ベバル         | 会沢紗弥                                    | バースト   | トルーパー |
| 54 | アバラム       | 杉山里穂                                    | バースト   | スナイパー |
| 55 | アリトン       | 間島淳司                                    | カウンター | スナイパー |
| 56 | バロール       | 萩野崇                                      | ラッシュ   | ファイター |
| 57 | ベヒモス       | 松岡禎丞                                    | ラッシュ   | ファイター |
| 58 | ダゴン         | 山岡ゆり                                    | カウンター | トルーパー |
| 59 | スコルベノト   | 米内佑希                                    | カウンター | トルーパー |
| 60 | メルコム       | 植田佳奈                                    | カウンター | トルーパー |
| 61 | フィロタヌス   | 愛原ありさ                                  | バースト   | スナイパー |
| 62 | インプ         | 山下七海                                    | バースト   | トルーパー |
| 63 | アマゼロト     | 村上幸平                                    | ラッシュ   | トルーパー |
| 64 | プロメテウス   | 西田望見                                    | バースト   | スナイパー |
| 68 | ネルガル       | 南早紀                                      | カウンター | スナイパー |
| 69 | バールゼフォン | 岡本信彦                                    | バースト   | スナイパー |
| 70 | アスラフィル   | 岩井映美里                                  | ラッシュ   | トルーパー |
| 71 | アクィエル     | 伊藤昌弘                                    | カウンター | スナイパー |
| 72 | ゲイボルグ     | 片山公輔（セタンタ） 東正実（ゲイボルグ）   | ラッシュ   | トルーパー |

### 継メギド
イベント「ソロモン王東征録」シリーズに登場するメギド。
| No | 名前         | 声優           | スタイル   | クラス     |
| -- | ------------ | -------------- | ---------- | ---------- |
| 1  | カガセオ     | 土岐隼一       | バースト   | ファイター |
| 2  | マナナンガル | 日笠陽子       | カウンター | トルーパー |
| 3  | シェンウー   | 森嶋秀太       | カウンター | トルーパー |
| 4  | チンロン     | 前田雄         | カウンター | トルーパー |
| 5  | バイフー     | 桐島ゆか       | バースト   | トルーパー |
| 6  | チューチャオ | 鷲見友美ジェナ | ラッシュ   | スナイパー |
| 7  | チユエン     | 小林敬         | ラッシュ   | トルーパー |
| 8  | ヴリトラ     | 合田葵         | カウンター | トルーパー |
| 9  | フーリーチン | 大坪由佳       | カウンター | スナイパー |
| 11 | アンダカ     | 竹本英史       | カウンター | トルーパー |

### 宵メギド
| No | 名前         | 声優     | スタイル   | クラス     |
| -- | ------------ | -------- | ---------- | ---------- |
| 1  | リリス       | 小原莉子 | バースト   | スナイパー |
| 2  | バールベリト | 朝霧友陽 | カウンター | トルーパー |
| 3  | エウリノーム | 前田雄   | バースト   | ファイター |
| 4  | ベルゼブフ   | 石田彰   | カウンター | ファイター |

## 漫画
六甲島カモメによるコミカライズが、マンガボックスにて無料公開されている。全5話。

## Webアニメ
2019年6月2日にリアルイベント「メギド72 garden 〜ソロモン王たちの休日〜」で制作が発表され、『メギド72 The short animation 長き戦旅の傍らで』のタイトルで7月27日よりYouTubeで配信中。
第6話以降は諸般の事情により公開が無期限延期となっている。

### スタッフ
- 原作・製作 - DeNA
- ストーリー原案 - DeNA、メディア・ビジョン
- 製作総指揮 - 宮前公彦
- 監督 - 松根マサト
- シリーズ構成 - 千葉美鈴
- アニメーションキャラクターデザイン・総作画監督 - 吉田南
- 色彩設計 - 野口幸恵
- 美術監督 - 里見篤
- 音響監督 - 関智寛
- 音楽 - 寄崎諒
- プロデューサー - 新垣透、石田麻菜美
- アニメーションプロデューサー - 上薗隆浩
- アニメーション制作 - V-sign

### 各話リスト
| 話数  | サブタイトル   | 脚本       | 絵コンテ   | 演出       | 作画監督            | 配信日         |
| ----- | -------------- | ---------- | ---------- | ---------- | ------------------- | -------------- |
| 第1話 | 勝算がある！   | 松根マサト | 松根マサト | 松根マサト | 渡部桂太            | 2019年 7月27日 |
| 第2話 | つながる想い   | -          | 宮尾佳和   | 三好なお   | 吉田南              | 8月2日         |
| 第3話 | 運が悪くたって | -          | 宮尾佳和   | 曽根利幸   | 吉田南              | 8月9日         |
| 第4話 | 正義の勇み足   | -          | 西田正義   | 山本隼一   | 藤井絵理 千葉啓太郎 | 8月16日        |
| 第5話 | 笑顔のために   | -          | 宮尾佳和   | 曽根利幸   | 島崎望 藤井絵理     | 8月23日        |

## 音楽
本作の音楽は寄崎諒が手掛けた。
当初はファンタジーRPGらしい楽曲が多かったため、宮前は作曲を担当した寄崎に対し、少しジャズ調の曲を入れてほしいと頼んだ。寄崎はそれを受け、アジトのBGMにコーラスを入れるなどして、おしゃれな曲調に仕上げた。
また、宮前は音楽の使い方にもこだわっており、シーンの切り替えやロード中にもBGMを入れることもあれば、切り替え前からBGMを継続して場面の同一性を保つこともある。
物語においては、感情の高まりなどを表現するために、歌唱曲を用いる演出がとられる場合がある。
たとえば、2019年2月に開催された期間限定イベント「嵐の暴魔と囚われの騒魔」では、プロメテウスが歌手である設定とスキルを結び付けた上、ストーリーにおいては彼女の歌が流れるという演出がとられた。その後、第5章のアスモデウス戦では、1980年代のアニメに多かった「最終回で歌付きのBGMが流れる」という演出をヒントに、アスモデウスの思いを表現する手段として、彼女本人による歌唱曲「混沌より愛をこめて」が用いられた。
さらに、2019年3月に開催された期間限定イベント「悪魔の勝負師と幻の酒」では、カスピエル（演：朝霧友陽）、メフィスト（演：高橋広樹）、インキュバス（演：鈴木裕斗）の3人が歌う「俺らイケメン」が使われた。
宮前は同楽曲について「これまで本作ではキャラクターソングを出してきたものの、すべて女性ばかりだったため、男性キャラクターによる曲も出したいと考えていた。また、2月と3月はサキュバスとインキュバスを題材とすることを決めていたため、それに合わせた」とインサイドとのメールインタビューの中で話しており、80年代の3人組アイドルを念頭に置いたうえで寄崎に発注したと述べている。
一方、ハックのイベントでは、キャラクターソングが続いたため、彼らしいテーマをと発注した結果、プロレスのような曲になってしまったと宮前は2019年の4Gamer.netとのインタビューの中で振り返っている。
ゲーム内で使用されている一部の音楽は、「メギド名曲コレクション」として公式サイトからダウンロードが可能である。
一部の曲はゲームで使用されているバージョンから微調整が施されている。

### サウンドトラック
メギド72 -songs-
2019年12月25日発売。
オープニングテーマ「メギド72」とキャラクターソング、およびキャラクターにまつわるBGMを収録したアルバム。
メギド72 -ost-
2019年12月25日発売。
ゲーム内BGMを収録したサウンドトラック。
メギド72 -music box-
2019年12月25日発売。
前述の「songs」と「ost」の内容に加え、公式サイトで未公開だったBGMも収録したアルバム。CD4枚組。

## 反響
本作はSNS等を通じて話題となり、プレイヤー同士のプレゼンが行われることもあった。
宮前は4Gamer.netとのインタビューの中で、バトル重視のゲームとして作ったため、女性のファンがここまで増えるとは思っていなかったと述べており、特にサタナキアの人気が高いことに驚いたと話している。